# Realme C20
realme C20 — смартфон початкового сегменту, розроблений realme. Був представлений 19 січня 2021 року. 11 травня того ж року смартфон був представлений у Бангладеші під назвою realme C20A. Також 28 червня того ж року був представлений realme C11 2021, що позиціонується як нова модель realme C11 і є спрощеною моделлю realme C20.
24 вересня того ж року був разом з realme narzo 50A представлений realme narzo 50i, що відрізняється від realme C11 2021 оформленням задньої панелі.

## Дизайн
Екран виконаний зі скла Corning Gorilla Glass 3. Корпус виконаний з пластику та має спеціальну фактуру.
Знизу знаходяться роз'єм microUSB, мікрофон та 3.5 мм аудіороз'єм. З лівого боку смартфона розташований слот під 2 SIM-картки і карту пам'яті формату microSD до 256 ГБ. З правого боку розміщені кнопки регулювання гучності та кнопка блокування смартфону. Ззаду розміщені блок основної камери з LED-спалахом та основний динамік.
realme C20 та C11 2021 продаються в кольорах Холодний Сірий та Холодний Блакитний.
realme narzo 50i продається в кольорах Carbon Black (чорний) та Mint Green (зелений).

## Технічні характеристики

### Платформа
realme C21 отримав процесор MediaTek Helio G35 та графічний процесор PowerVR GE8320.
realme C11 2021 та narzo 50i отримали процесор Unisoc SC9863A та графічний процесор IMG8322.

### Батарея
Батарея отримала об'єм 5000 мА·год. Також смартфони ортримали підтримку зворотної дротової зарядки.

### Камера
Смартфони отримали основну камеру 8 Мп, f/2.0 (ширококутний) з автофокусом та здатністю запису відео в роздільній здатності 1080p@30fps. Фронтальна камера отримала роздільність 5 Мп, світлосилу f/2.2 (ширококутний) та здатність запису відео у роздільній здатності 1080p@30fps.

### Екран
Екран IPS LCD, 6.5", HD+ (1600 × 720) зі співвідношенням сторін 20:9, щільністю пікселів 270 ppi та краплеподібним вирізом під фронтальну камеру.

### Пам'ять
realme C20 та C11 2021 продаються в комплектації 2/32 ГБ.

### Програмне забезпечення
realme C21 був випущений на realme UI 1 на базі Android 10.
realme C11 2021 та narzo 50i були випущені на realme UI Go Edition на базі Android 11.